# Ratnanagar
Ratnanagar ist eine Stadt (Munizipalität) im Distrikt Chitwan im mittleren Terai Nepals, 10 km südöstlich von Bharatpur und 5 km nördlich des Chitwan-Nationalparks.
Die Fernstraße Mahendra Rajmarg, die wichtigste West-Ost-Straßenverbindung Nepals, verläuft durch die Stadt. 
Im Rahmen der Gemeindereform im Jahr 2014 wurden die Village Development Committees Bachhayauli und Pithuwa in die Stadt eingegliedert.
Das Stadtgebiet umfasst 68,6 km².

## Einwohner
Bei der Volkszählung 2011 hatte die Stadt Ratnanagar (einschließlich Bachhayauli und Pithuwa) 69.851 Einwohner (davon 33.256 männlich) in 16.070 Haushalten.